# C/1664 W1

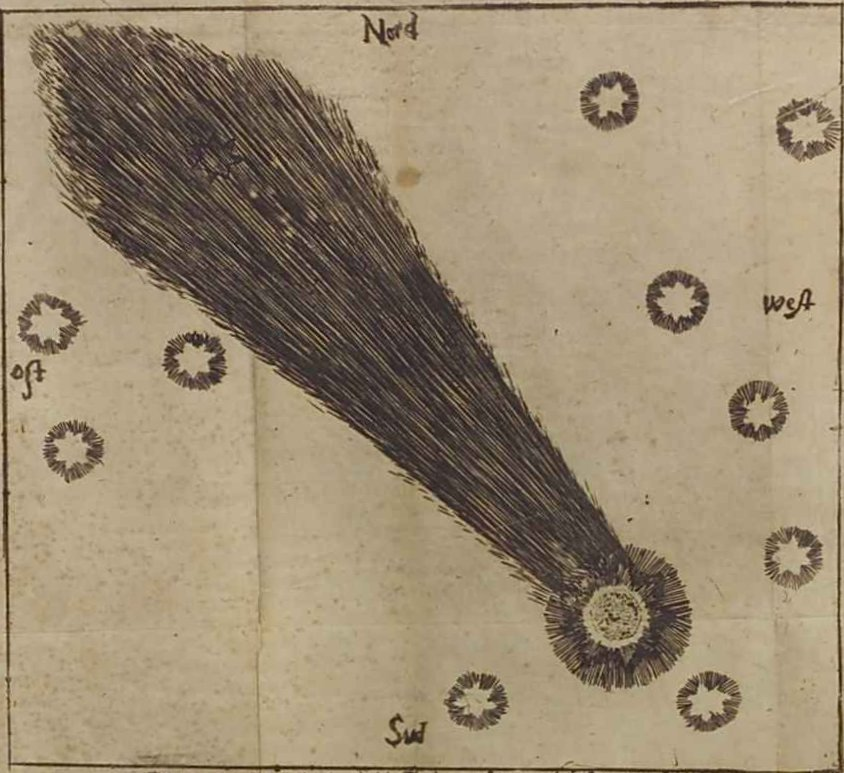
La comète de 1664, par Johann Thomas Theyner.

C/1664 W1 est une comète parabolique du Système solaire, visible à la fin de l'année 1664 et au début de 1665.
La comète est vue pour la première fois en Espagne le 17 novembre. Christian Huygens l'observe à Leyde à partir du 2 décembre. Elle est visible jusqu'en mars 1665.  
Parmi les autres astronomes ayant observé la comète, on trouve Hevelius à Danzig, Cassini à Bologne, Auzout, Boulliau et Petit à Paris

## Témoignages
J. Berthelot, curé de Montmort (département de Saône-et-Loire, Bourgogne, France) a observé la comète entre décembre 1664 et "jusqu'approchant la conversion de Paul de 1665". Il en rend compte dans le registre paroissial en ces termes : 

« dans le commencement de son apparition, elle avait devant soi un rayon fort en forme de pyramide de la longueur d'une grande coudée et sur la fin, un peu après Noël, elle traînait après soi cette pyramide ce qui donna de l'appeler l'estoile à la grande queue. Pendant ce temps les rigueurs de l'hiver furent si pressantes que le précieux sang de Notre Seigneur gela dans le calice. »

Le curé ajoute les prix du blé, du froment, de l'avoine et du vin, manifestement en forte hausse et il conclut « Dieu nous préserve du péché et des effets de cette comète ».

Antoine Mazeron, prieur de la paroisse de Mazirat (Bourbonnais, Allier, Auvergne Rhône-Alpes, France) inscrit cette note parmi ses actes d'état civil, avec en marge "comète" augmenté secondairement d'un s, : 

« Nota qu'il parut une comète pendant quinze jours qui regardait du côté de l'occident et se tenoit le soir environ les dix à onze heures et paroissait dès le 14 décembre dudit an 1664, et le 5 janvier de l'année suivante 1665 en commença à paroitre une autre qui n'estoie à la vérité si grande et regardoit tout à l'opposé de la première, elle paroissait dès les six heures du soir et continua jusqu'au vingtroisièsme du mois de janvier. Dieu nous préserve des accidents qu'elles ont coutume de provosquer... Il en parut une au 3me du mois d'avril. »

## Manuscrit anonyme
Un manuscrit espagnol anonyme conservé à la bibliothèque Sainte-Geneviève a été publié par Alexandre-Guy Pingré. Il raconte que la comète aurait été aperçue dès le 7 décembre ou même le 24 novembre, mais que le premier astronome à l'avoir observé est un jésuite nommé Guttinez. Un gentilhomme espagnol Don Enrique  Miranda l'observe à Valence pendant plusieurs jours. À Majorque, l'astronome Vincente Mut l'observe à partir du 18 décembre. Les observateurs espagnols suivront avec attention la trajectoire apparente de la comète jusqu'au 20 mars 1665. 

## Écrits contemporains

### En français
- Claude Comiers, La Nature et presage des cometes. Ouvrage mathematique, physique et historique, enrichi des prophéties des derniers siecles, et de la Fabrique des grandes lunettes, Lyon, Charles Mathevet, 1665 .
- Jean-Baptiste Denis, Discours sur les comète suivant les principes de M. Descartes, Paris, C. Savreux, 1665 .
- Julio Giustiniani, L'Explication de la comete qui apparut sur la fin de l'année 1664 et au commencement de l'année 1665, présentée à la reine mère en langue espagnole et d'espagnol traduite en français, Paris, Alexandre Lesselin, 1665 .
- Jacques Grandamy, Le Cours de la comète qui a paru sur la fin de l'année 1664 & au commencement de l'année 1665, avec un traité de sa nature, de son mouvement, et de ses effets, Paris, Sébastien Cramoisy et Sébastien Mabre-Cramoisy, 1665 ; .
- Jacques Grandamy, Le Parallele des deux cometes qui ont pary les années 1664 & 1665, Paris, Sébastien Cramoisy et Sébastien Mabre-Cramoisy, 1665 .
- Vincent Léotaud, Copie d'une lettre escrite par un pere jesuite du collège d'Ambrun ... au sujet des cometes apparuës és mois passés de decembre et janvier, Grenoble, Robert Philippes, 1665 .
- Robert Luyt, Questions curieuses sur la comete que a paru en France depuis le xv. du Mois de Decembre de l'An 1664. Ou le jugement astronomique que l'on en doit former, & ce qu'elle pronostique, Paris, Charles des Sercy, 1665 .
- Montalegre, Discours sur le comete qui paroit a présent, avec sa figure, sa situation dans le ciel, & les bons ou mauvais effets qu'il presage, suivant les observations de plusieurs sçavants astronomes, recueillies en faveur des curieux, Lyon, François Larchier .
- Pierre Petit, Dissertation sur la nature des cometes, au Roy, Avec un discours sur les Prognostiques des Eclipses & autres Matieres curieuses, Paris, Louis Billaine, 1665 ; .
- Samuel Sorbière, Discours ... sur la comète, Paris, 1665 .

### En latin
- Giovanni Domenico Cassini, Theoriae motus cometae anni MDCLXIV, Rome, Fabio de Falco, 1665 .
- Johannes Hevelius, Prodromus cometicus seu historia cometæ anno 1664, 1665 .

## Œuvres littéraires inspirées par la comète
- Ballet de la comete, divisé en deus parties, dansé à Soissons, le 9 février 1665, Soissons, Nicolas Asseline, 1665 .
- François Diez, Balet des cometes, pour la tragédie d'Irlande, Paris, 1665 .